# Hypergammaglobulinämie
Bei der Hypergammaglobulinämie ist die Immunglobulin-Klasse der Gammaglobuline im Blutserum abnormal vermehrt. Als Ursache kommen chronische Entzündungen, Lebererkrankungen, Autoimmunerkrankungen oder Tumoren infrage.
Bei einer Verminderung liegt eine Hypogammaglobulinämie vor.

## Einteilung
Es können folgende Formen unterschieden werden:
- Monoklonale Hypergammaglobulinämie (Monoklonale Gammopathie) mit Erhöhung nur eines Immunglobulins im Serum (Paraprotein). Im Gegensatz zur Monoklonalen Gammopathie unklarer Signifikanz handelt es sich nicht um eine Vorstufe einer malignen Erkrankung.
- Polyklonale Hypergammaglobulinämie

Häufige Form, bei der viele verschiedene Antikörper vermehrt sind. Nicht selten wird die Bezeichnung Hypergammaglobulinämie mit dieser Form gleichgesetzt.
Polyklonale Hypergammaglobulinämien kommen unter anderem vor bei:
- Infektionskrankheiten wie Hepatitis, Leishmaniose
- Autoimmunerkrankungen
- Leberzirrhose
- chronischen Darmerkrankungen wie Colitis ulcerosa und Morbus Crohn
- Oligoklonale Hypergammaglobulinämie

Äußerst seltene Form mit einigen wenigen abnormal vermehrten Antikörpern.
- Atypische Hypergammaglobulinämie

Diese atypisch genannte Form kommt mit einer Häufigkeit von 1 zu 1.000.000 vor. Klinisch stehen Phlegmonen und Petechien im Vordergrund. Infolge einer Gerinnungsstörung kann es zu einer Purpura hyperglobulinaemica kommen.

Serumeiweißelektrophoresen (oben: Normalbefund, unten: Auffälligkeit in γ-Fraktion; M-Gradient)

## Diagnose
Die Diagnose ergibt sich aus der Serumelektrophorese.

## Therapie
Die Behandlung richtet sich nach der jeweiligen Ursache.